# Manio Aquilio Craso
Manio Aquilio Craso  (m. c. 43 a. C.) fue un político y militar romano del siglo I a. C. perteneciente a la gens Aquilia.

## Familia
Por su praenomen Manio, Aquilio pudo ser miembro de los Aquilios senatoriales.

## Carrera pública
Fue elegido pretor en el año 43 a. C. y enviado por el Senado al Piceno para reclutar tropas para enfrentarse a Augusto cuando este marchó contra Roma para exigir el consulado. Los agentes de Augusto lo capturaron y lo llevaron ante él. En un primer momento, Augusto lo perdonó, pero luego incluyó su nombre en las proscripciones.